# Stor blodspindling
Stor blodspindling (Cortinarius purpureus) är en svampart som först beskrevs av Pierre Bulliard (v. 1742–1793), och fick sitt nu gällande namn av Bidaud, Moënne-Locc. & Reumaux 1994. Cortinarius purpureus ingår i släktet Cortinarius och familjen spindlingar.   Inga underarter finns listade i Catalogue of Life.
I den svenska databasen Dyntaxa används istället namnet Cortinarius phoeniceus för samma taxon.  Arten är reproducerande i Sverige.